# Xerigordo
Xerigordo (em grego: Ξεριγόρδων; romaniz.: Xerigórdo̱n) ou Xerogordo foi um castelo medieval bizantino que tornou-se notório durante as Cruzadas. Sua localização exata é desconhecida, embora alguns arqueológicos situem-o cerca de 5 quilômetros de Niceia, na Turquia. Segundo os cronistas contemporâneos, o castelo situava-se sobre uma colina e seu suprimento de água provinha de um poço edificado fora dos muros e uma fonte no vale abaixo.
Em 1096, durante a Cruzada Popular, enquanto marchavam para além de Niceia, os cruzados capturaram Xerigordo e usaram-o como sua base para posteriores raides. Ao saber do ocorrido, o sultão seljúcida Quilije Arslã I (r. 1092–1107) reuniu uma grande força com o intuito de recapturá-lo. As tropas turcas chegaram em 29 de setembro e recapturaram o castelo após um cerco.